# 米代松
米代松（法語：Mudaison，法語發音：[mydɛzɔ̃]）是法国埃罗省的一个市镇，属于蒙彼利埃区。

## 地理
米代松（43°38'47"N, 4°2'22"E）面积8.1 平方千米，位于法国奧克西塔尼大區埃罗省，该省份为法国南部沿海省份，南濒地中海，西南接奥德省，西北接塔恩省和阿韦龙省，东北与加尔省接壤。
与米代松接壤的市镇（或旧市镇、城区）包括：巴亚尔格、康迪亚格、朗萨格、莫吉奥、圣布雷斯。

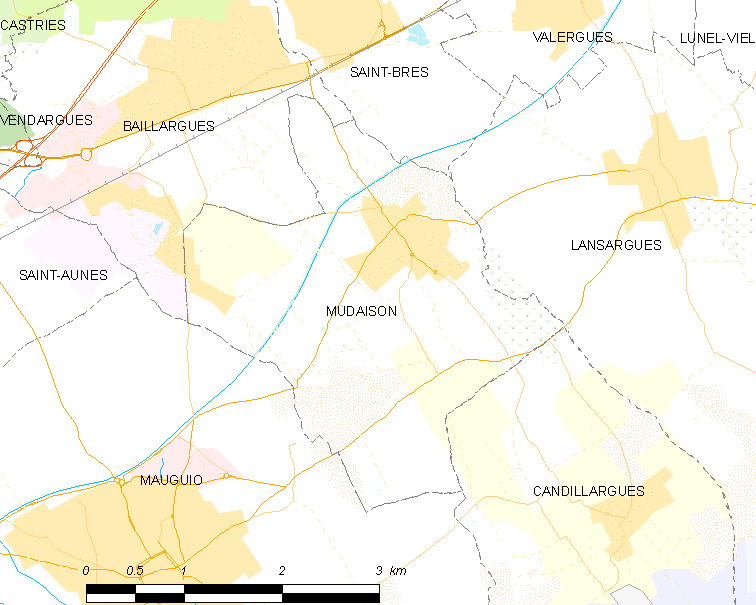
米代松的OSM定位图

米代松的时区为UTC+01:00、UTC+02:00（夏令时）。

## 行政
米代松的邮政编码为34130，INSEE市镇编码为34176。

## 政治
米代松所属的省级选区为莫吉奥县。

## 人口

1962-2008年间米代松人口变化图示

米代松于2022年1月1日时的人口数量为2954人。